# Нидервинклинг
Нидервинклинг (њем. Niederwinkling) општина је у њемачкој савезној држави Баварска. Једно је од 37 општинских средишта округа Штраубинг-Боген. Према процјени из 2010. у општини је живјело 2.442 становника. Посједује регионалну шифру (AGS) 9278159.

## Географски и демографски подаци
Нидервинклинг се налази у савезној држави Баварска у округу Штраубинг-Боген. Општина се налази на надморској висини од 320 метара. Површина општине износи 25,6 km². У самом мјесту је, према процјени из 2010. године, живјело 2.442 становника. Просјечна густина становништва износи 95 становника/km².

## Међународна сарадња
| Мјесто        | Држава   | Врста сарадње | Од    |
| ------------- | -------- | ------------- | ----- |
| Гасполтсхофен | Аустрија | партнерство   | 1977. |
| Извор         |          |               |       |